# Paro (robot)

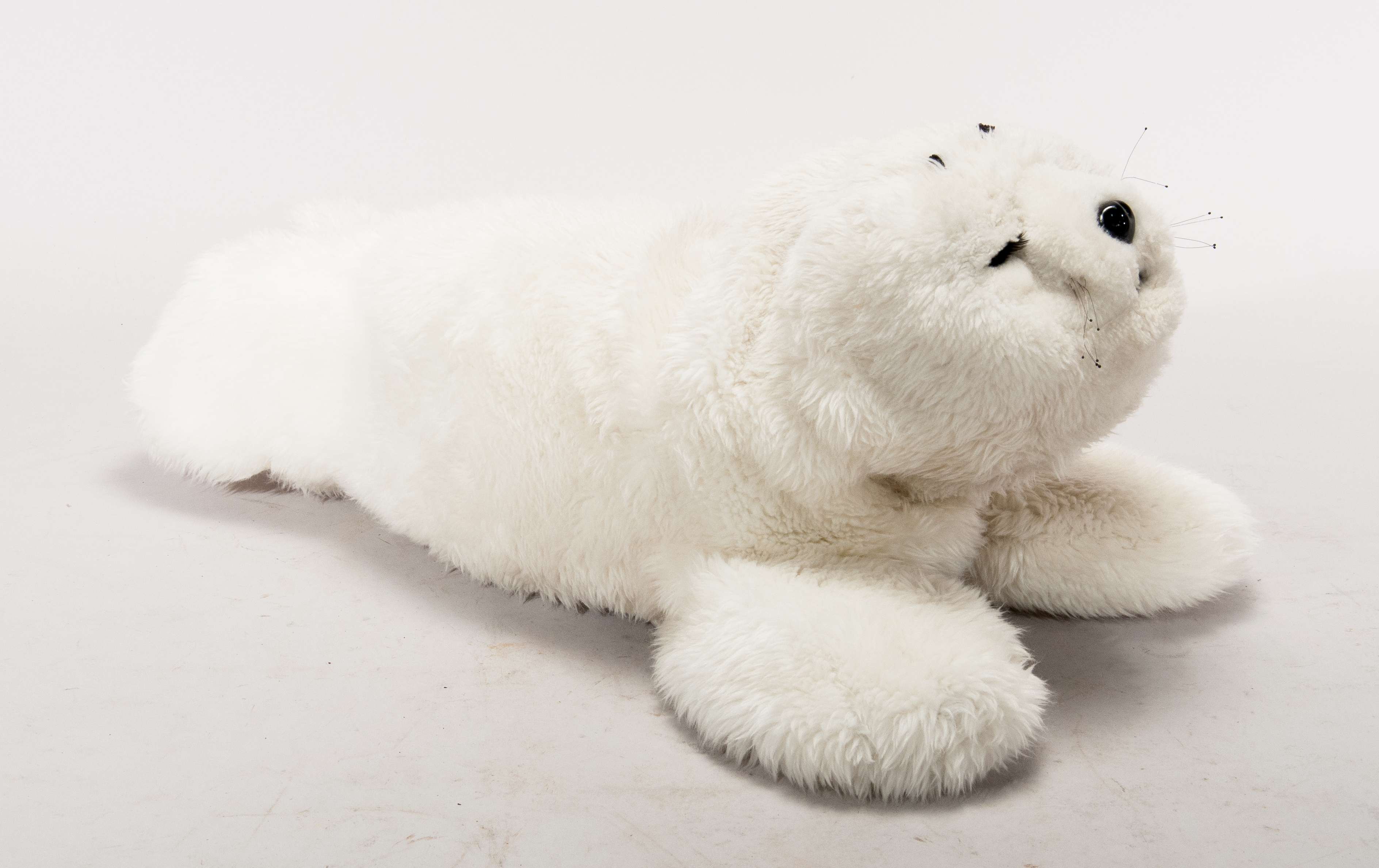
Robotsälen Paro visades på Tekniska museet från 2003 i utställningen Robotics.

Paro är en terapeutisk robot som tillverkats efter förebild av grönlandssäl. Den är avsedd att ge en lugnande effekt och framkalla känslomässiga reaktioner hos patienter på sjukhus och vårdhem på liknande sätt som terapidjur. 

## Historia
Paro utvecklades av Takanori Shibata vid forskningsinstitutet för intelligenta system vid forskningsinstitutet AIST i Japan från 1993. När den presenterades för allmänheten i slutet av 2001 hade utvecklingen kostat motsvarande 155 miljoner SEK. Paro gick till final i "Best of COMDEX" vid datamässan Comdex i Las Vegas 2003. Handgjorda exemplar har saluförts av Shibatas bolag Intelligent System Co sedan 2004. Paro är inspirerad av grönlandssälar som Shibata observerat i nordöstra Kanada. Han spelade också in deras läten för att kunna skapa Paros simulerade läte.   

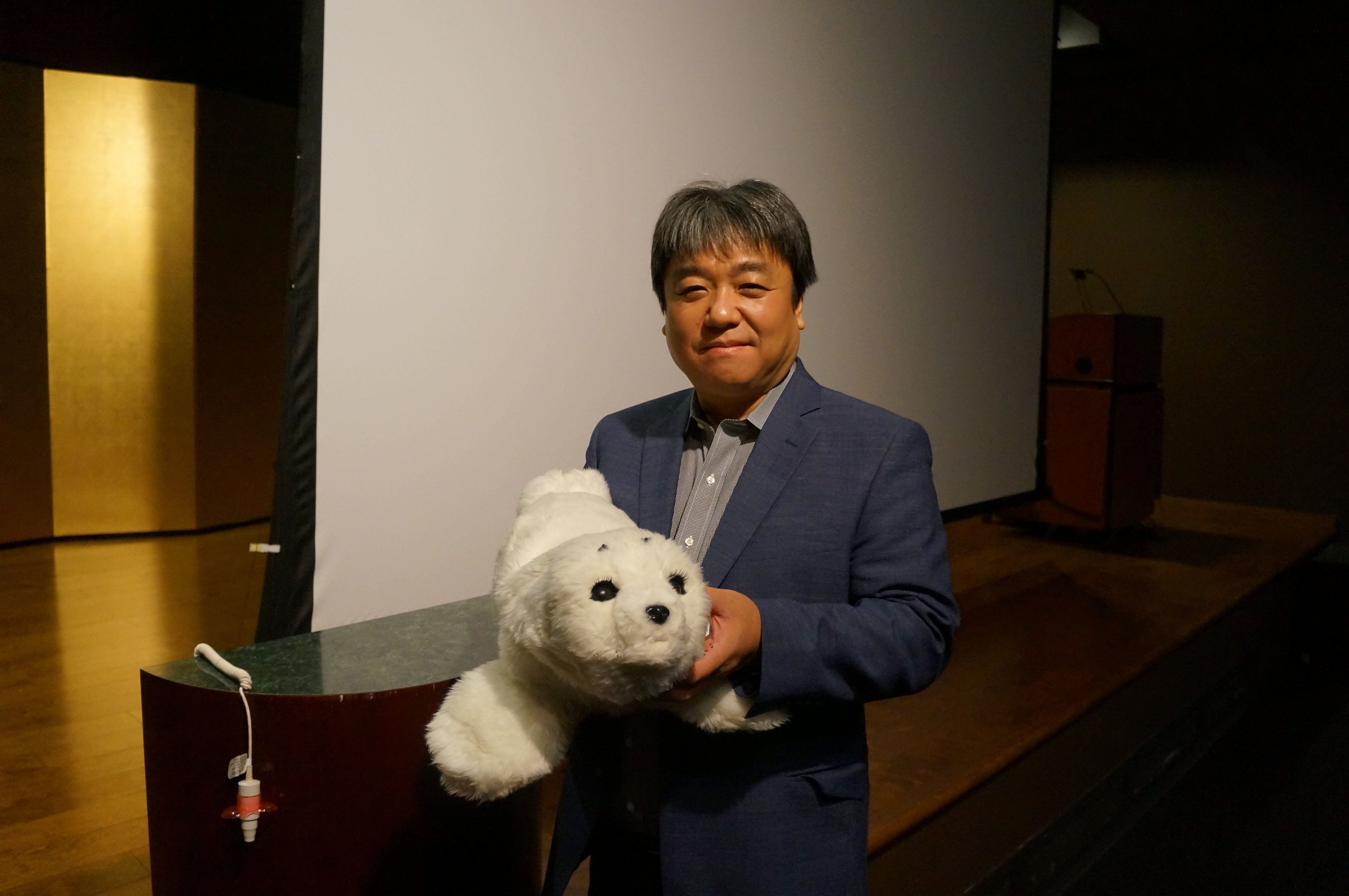
Takanori Shibata med sin terapirobot Paro den 7 juni 2018.

  Paro har kommit till användning inom vården i terapi för demenspatienter. Studier har genomförts för att undersöka användning av robotar som stöd för barn med autistisk störning. Studierna har visat att robotarna bidrar till minskad ångest och oro genom att de uppmuntrade engagemang, uppmärksamhet och sociala beteenden när barn interagerade med dem. Robotarna fungerade som lekkamrat, social agent och terapeut. 
Paro visades mellan 2003 och 2007 i utställningen Robotics på Tekniska museet. I utställningen visades nöjesrobotar, industrirobotar, personliga hjälprobotar, vårdrobotar och robotar från filmens och litteraturens värld. Besökarna kunde klappa och integrera med Paro. Sammanlagt var det tre olika exemplar som användes. Tekniska museet vidarebefordrade in en mängd fraser till Takanori Shibata för att de skulle bidra till förbättring av Paro. En av dessa Paro av version 1.0 ingår i Tekniska museets samlingar. 2014 i oktober föreläste Takanori Shibata på Tekniska museets Nördcafé. Tecnologiskt institut i Odense överlämnade på uppdrag av Shibata en ny Paro 2.0 till museet samband med föreläsningen. Denna version är framtagen för den svenska marknaden.

## Beskrivning
Paro är utrustad med dubbla 32-bitars processorer, tre mikrofoner och tolv rörelsesensorer under pälsen, beröringskänsliga morrhår. Ett system av motorer och servon rör tyst ben och kropp.  Roboten svarar på beröring genom att röra labbar och stjärt samt blinka med ögonen. Paro är programmerad att aktivt söka ögonkontakt, reagera på beröring, reagera på tilltal, komma ihåg ansikten och lära sig handlingar som användare reagerar positivt på. Paro kommer också ihåg namn och avger ljud som en sälkut. Till skillnad från en riktig sälunge är Paro aktiv på dagen och sover på natten. 